# چارلز انیس وورت میشل
چارلز انیسوورت میشل (Charles Ainsworth Mitchell) نویسنده و محقق انگلیسی زبان است. وی در انگلستان در سال ۱۸۶۷ میلادی چشم به جهان گشود. وی متوفی ۱۹۴۸ میلادی می‌باشد.  وی در انگلستان به عنوان شیمی‌دان عمومی، به طور خاص بر روی اسناد مشکوک از لحاظ اعتبار آنها، کار می‌کرد. به علاوه او از لحاظ شیمیایی بر روی جوهرها در اوایل قرن ۲۰ام فعالیت داشت. او یکی از معتبرترین افراد در رشته کاری خود در انگلستان بوده است.

## تالیفات
از جمله تالیفات چارلز انیسوورت میشل می‌توان به لیست زیر اشاره کرد:
- A scientist in the criminal courts.[۳]
- Ink.[۴]
- Documents And Their Scientific Examination [۵]
- و بسیاری دیگر.[۱]